# Höhi Wispile
Höhi Wispile är en bergstopp i Schweiz.   Den ligger i distriktet Obersimmental-Saanen och kantonen Bern, i den sydvästra delen av landet, 60 km söder om huvudstaden Bern. Toppen på Höhi Wispile är 1 939 meter över havet, eller 292 meter över den omgivande terrängen. Bredden vid basen är 4,8 km.
Terrängen runt Höhi Wispile är kuperad norrut, men söderut är den bergig. Närmaste större samhälle är Gstaad, 4,1 km norr om Höhi Wispile. 
Trakten runt Höhi Wispile består i huvudsak av gräsmarker. Runt Höhi Wispile är det ganska glesbefolkat, med 38 invånare per kvadratkilometer.